# Kuliška
Kuliška je zaniklá usedlost v Praze 6-Dejvicích v Šáreckém údolí v ulici Ke Kulišce. Původně patřila do katastru obce Nebušice, kde měla čp. 42.

## Historie
Vinice Kuliška patřila původně Strahovskému klášteru. Později byla součástí majetku nedalekého Dubového mlýna. Po odprodeji ji v polovině 18. století držel pražský mlynář Jan Čermák.
Kolem roku 1820 byl na vinici postaven viniční dům. Nedaleká vila „Nová Kuliška“ vznikla na pozemcích usedlosti roku 1911. Starý dvůr byl zbořen pravděpodobně kolem roku 2015.